# ГЕС Мостарско Блато
ГЕС Мостарско Блато — гідроелектростанція у Герцеговині (південний схід Боснії і Герцеговини). Стала першою ГЕС потужністю понад 50 МВт, спорудженою в країні після розпаду Югославії (будівництво припало на період з 2006 по 2010 рік).
Для роботи станції використовується ресурс річки Лиштиця, яка протікає по карстовому плато на захід від Мостару. У східній частині плато річка йде під землю в місцевості Мостарське Блато, щоб вийти на поверхню під назвою Ясениця неподалік від впадіння у Неретву. Для використання наявного тут перепаду висот на плато спорудили водосховище об'ємом 1,2 млн м3 (корисний об'єм 1 млн м3) із коливанням рівня між позначками 221,5 і 231,5 м над рівнем моря.
Від греблі до машинного залу веде дериваційний тунель довжиною 2,2 км. Сам зал обладнаний двома турбінами типу Френсіс загальною потужністю 60 МВт. При середньому напорі у 178,2 м це забезпечує виробництво 167 млн кВт·год на рік.
Видача продукції відбувається по ЛЕП, що працює під напругою 110 кВ.